# 杨凌隆
杨凌隆（1944年10月—），男，陕西西乡人，中华人民共和国政治人物，曾任中共中央办公厅调研室主任，国务院参事室特约研究员。